# 프레스티지 (회사)
프레스티지(PRESTIGE)는 일본 도쿄도 시부야구에 본사를 둔 성인 비디오 제작사이다. 2002년 2월에 설립되었다.